# 策登多爾濟
策登多爾濟（1806年—1831年），清代卫拉特蒙古土尔扈特贵族，第六任札萨克卓哩克图汗，渥巴锡曾孙，策璘納木札勒之孙，那木濟勒多爾濟子。
嘉庆十四年（1809年）四月，那木濟勒多爾濟去世，策登多爾濟年幼，盟长职务由副盟长暂摄。道光六年（1826年），道光帝命策登多爾濟袭封札萨克卓哩克图汗。他派兵参与平定张格尔之乱，筹备军需。被朝廷嘉奖。道光十年（1830年），浩罕国挟持张格尔的哥哥玉素甫和卓入侵南疆，策登多爾濟到喀喇沙尔参与征讨，次年三月在巴仑台病故。道光帝赏银八百两为他治丧，诏命其子那木札勒珠爾默特策林袭封。
| 前任： 那木濟勒多爾濟 | 札萨克卓哩克图汗 旧土尔扈特部乌讷恩素珠克图盟盟长 1809年－1831年 | 繼任： 那木札勒珠爾默特策林 |